# L'Incident de Xi'an
Cet article concerne le film. Pour l'évènement historique, voir Accord de Xi'an.
Pour plus de détails, voir Fiche technique et Distribution.
L'Incident de Xi'an (chinois simplifié : 西安事变 ; pinyin : Xī'ān shìbiàn), est un film historique chinois réalisé par Cheng Yin (zh) et sorti en 1981.
Il est produit par le studio de Xi'an (西安电影制片厂) et se veut une représentation historiquement exacte de l'Incident de Xi'an de 1936.
Le film est plébiscité par la critique et remporte trois prix lors de la deuxième édition des Coqs d'or : Meilleur réalisateur, Meilleur acteur dans un second rôle (Sun Feihu pour son interprétation de Tchang Kaï-chek) et Meilleur maquillage. C'est aussi un succès public avec un total de 450 millions d'entrées en 1985, ce qui en fait l'un des plus grands succès de tous les temps en Chine.

## Synopsis
Le maréchal Zhang Xueliang, commandant de l'armée du Nord-Est, est de plus en plus déçu par la politique du chef du Kuomintang, Tchang Kaï-chek, qui préfère engager le Parti communiste chinois (PCC) plutôt que de combattre les envahisseurs japonais qui occupent la Mandchourie. Malgré de nombreuses supplications, Tchang ne cède pas. Après en avoir discuté avec son collègue général Yang Hucheng, les deux hommes prennent les choses en main et placent Tchang Kaï-chek en état d'arrestation le 12 décembre 1936, forçant Chiang à former une coalition avec le PCC.

## Fiche technique
- Titre français : L'Incident de Xi'an[3],[4]
- Titre chinois : 西安事变, Xī'ān shìbiàn[5]
- Réalisation : Cheng Yin (zh)
- Scénario : Zheng Zhong, Cheng Yin
- Sociétés de production : studio de Xi'an
- Pays de production :  Chine
- Langue originale : mandarin
- Format : couleurs
- Genre : film historique
- Durée : 170 minutes
- Dates de sortie : 
  - Chine : 1981

## Distribution
- Jin Ange (zh) - Zhang Xueliang
- Wang Tiecheng (zh) - Zhou Enlai
- Sun Feihu (zh) - Chiang Kai-shek
- Xin Jing - Yang Hucheng
- Gu Yue (zh) - Mao Zedong